# 마르마두크 피크탈

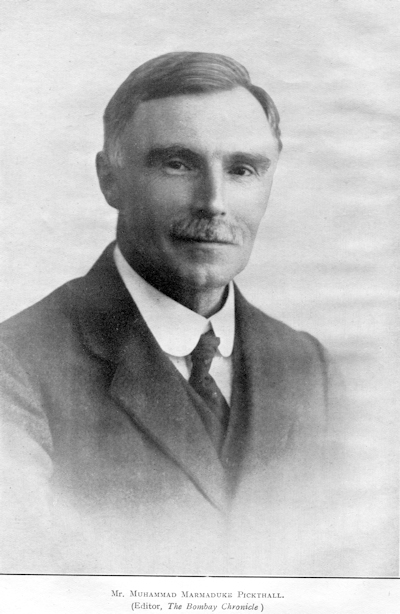

마르마두크 피크탈 (Marmaduke Pickthall, 1875년 – 1936년 5월 19일)은 서구인으로서는 드문 이슬람 연구가로서 꾸란 번역가로 명성 있는 번역가이다. 기독교에서 이슬람교로 개종한 그는 소설가이자 기자, 정치인, 종교 지도자였다. 그는 이슬람교에 대해 번역과 연설을 하면서 이를 결정하게 됐다고 밝혔다.
그는 1875년 메리 오브리엔에서 태어났으며 평범한 중산층으로서 그의 선조는 정복자 윌리엄이었다. 5살 때 아버지가 죽자 가족은 런던으로 이사했으며 그는 섬세하고 자주 아픈 아이여서 기관지염으로 고생했다고 한다.
그는 여러 동유럽과 중동 국가를 여행하면서 중동 학자로서 공부하게 됐다. 오스만 제국의 내부 사정을 잘 알고 있어 개종 선언 전부터 이미 터키와 이슬람교에 대해 박학다식한 지식을 갖고 있었다.
영국에서 1915년 아르메니아 집단살해에 대한 캠페인이 열리자 그는 터키 정부의 잘못만은 아니라는 주장을 펼쳤으며 인도계 무슬림의 어려움이 있자 이에 나서기도 했다. 그는 이슬람교와 종교 간 다툼에 있어 통합력과 용기를 발휘한 자로 꼽히며 당시 무슬림이 추축국과 동맹국 중 선택을 강요당했을 시 그는 터키와 싸우지 않는 한 내 나라를 위해 싸우겠다고 말했다. 전쟁 막바지에 이르러 독감 특수 병동에 징병돼 일했다. 외교부에서는 그를 중동 전문가로 고용하길 강력히 요청했지만 정부에서는 그를 위험 인물로 간주해버렸다.
1920년 아내와 함께 봄베이 지의 편집자 자격으로 갔다가 1935년 돌아왔다. 그의 유명한 저서인 "영광스러운 코란의 의미"를 완성한 후였다.
피크탈은 브룩우드의 무슬림 묘지에 묻혔으며 무슬림 개종사에 있어 상당히 특이하고 의미 있는 인물로 손꼽힌다.